# Ego Depths
Ego Depths ist eine 2007 gegründete Funeral-Doom-Band.

## Geschichte
Im Jahr 2007 wurde das Projekt Ego Depths von Volodymyr Kryuchkov gegründet. Im Frühjahr 2008 veröffentlichte Kryuchkov sein erstes Demoband Cemetery of the Unburied Worships. Etwa ein halbes Jahr nach Veröffentlichung des Demos begann Kryuchkov das Debüt Equilibrium Sickness einzuspielen. Die Aufnahmen schloss Kryuchkov nach seiner Umsiedlung nach Montreal ab und veröffentlichte das Album zu Beginn des Jahres 2009 über Arx Productions. In Kanada führte Kryuchkov die Arbeit mit Ego Depths nahtlos fort. Im Herbst 2009 nahm er zwei Stücke auf die als Teil eines Split-Albums mit Dispersive Light über Endless Winter veröffentlicht wurden. Im Sommer 2011 gab Endless Winter das Split-Album Synthèse Collectif - The Dark Whormholes mit Beteiligungen von Aura Hiemis, Sculptor und zwei Stücken von Ego Depths heraus. Die auf dem Split-Album veröffentlichten Stücke waren ursprünglich als Grundlage eines Bardo genannten und erst 2013 abgeschlossenen Albums geplant. Im Dezember 2011 erschien erneut über Endless Winter, sowie über Moscow Funeral League Records, das gemeinsam mit Who Dies in Siberian Slush gestaltete Four Fragments of Fading Life. Mit der Veröffentlichung von Gjerhal Ket Bardo über Exalted Woe Records und Wulfrune Worxxx erschien das seit 2011 geplante Album. Ein Jahr nach Gjerhal Ket Bardo erschien bereits das dritte Album Oligoria Blodd, das Kryuchkov zuerst als Musikdownload vertrieb und später in Kooperation mit Wulfrune Worxxx als Musikkassette herausgab. Es folgte ein Split-Album mit Lunarsapian über Sixsixsix Music. Mit Dýrtangle erschien über Dusktone im August 2015 ein zwischen 2014 und 2015 fertiggestelltes weiteres Studioalbum. Über Volok Records erschienen 2017 und 2019 die Kollaboarations-Alben Mørkeræd mit Dispersive Light und Безлюдная mit Волок.

## Werk und Wirkung
Nach dem selbst veröffentlichen Demo  kooperierte Ego Depths mit unterschiedlichen Firmen und Bands veröffentlicht. Die Rezeption der Veröffentlichungen fiel gespalten, doch überwiegend positiv aus. Insbesondere das 2015 über Dusktone erschienene Album Dýrtangle wurde wohlwollend aufgenommen.

### Konzept
Als Grundidee seiner Musik benennt Kryuchkov Selbstreflexion und emotionalen Ausdruck, so wolle er eine detaillierte Darstellung eigener Ideen und Gefühle durch Musik, eine höhere Präzision und eine bessere Ausdruckskompetenz erlangen, um seine Gedanken und Emotionen in seine Musik zu übertragen. Hierbei verweist Kryuchkov anhaltend auf buddhistische Schlüsselbegriffe um seine Bestrebungen zu erläutern.
„The conception of .ogE.Depths. lies within the realm of chaos.

There are no neither biography nor history, only the cyclic dukkha.

Merciless manipulations of iddhi.

Everything written from chaos, with chaos, and descends into chaos.“
„Die Konzeption von Ego Depths liegt im Chaos.

Es gibt weder Biographie noch Geschichte, nur das zyklische Dukkha.

Gnadenlose Manipulationen von Iddhi.

Alles wird mit Chaos aus Chaos geschrieben und zurück in das Chaos hinabsteigen.“
-Volodymyr Kryuchkov
Insbesondere zu der Veröffentlichung von Dýrtangle führte er an, dass er sich, seine Gedanken und seine Gefühle mit der Produktion von Musik selbst erforsche, anstatt die aus der Musik gewonnenen Gedanken und Gefühle zu eruieren.

### Stil
Das Webzine Doom-Metal.com beschreibt mit Bezug zum Frühwerk des Projektes den von Ego Depths präsentierten Stil als „traurigen Funeral Doom“, der jenem von Aabsynthum ähnele. Die Musik sei „minimalistisch, symphonisch und verzweifelt.“ In Rezensionen werden hinzukommend einordnende Vergleiche zu Esoteric und Unholy angeführt. Das Gitarrenspiel variiere zwischen hellen Anschlägen, melodischen Lead-Läufen und stark verzerrten Riffs. Der Gesang früher Veröffentlichungen wurde als gutturales Growling dargebracht. Den schweren, den für Metal typischen Passagen stehen längere Phasen Dark Ambient gegenüber.
Die Musik späterer Veröffentlichungen sei derweil „eine ungewöhnliche Variante des Funeral Doom, bei der spektrale, nachhallende Gitarrenmelodien, seelenzerstörende Riffs und das tiefe, rituelle Dröhnen der Trommeln von exotischen Instrumenten“ begleitet werden, schrieb Islander für No Clean Singing zu Dýrtangle. Als solche Instrumente kämen Dan Moi, Damaru, eine tibetische Flöte namens Kangling oder die armenische Flöte Duduk zum Einsatz. Weiter vom Funeral Doom abhebend ergänzt wird die Musik durch Kehlkopfgesang und Choräle zusammen mit Klagen, Schreien, Heulen, Gebrüll und sogar gedämpften klaren Gesang.

### Rezeption
Die größte Aufmerksamkeit erfuhr Ego Depths für das 2015 veröffentlichte Album Dýrtangle. Dies wurde international gelobt. Weitere Veröffentlichungen wurden nur sporadisch besprochen und zum Teil hart kritisiert. So besprach Frédéric Cerfvol Follow the Skua für Doom-Metal.com und nannte Ego Depths dabei „eine sehr langweilige Band“ und die auf dem Split-Album von der Band präsentierten Stücke „leer und hohl“. Für das Webzine No Clean Singing besprach Islander Gjerhal ket Bardo und lobte das Album als „großartig“. Ego Depths präsentiere darauf eine Musik die „äußerst trostlos, äußerst erdrückend, äußerst durchschlagend“ sei und verkörpere damit einen „sowohl mystischen als auch monströsen Funeral Doom von enorm hoher Qualität“. Islander besprach sodann auch Dýrtangle als „hypnotisch, mystisch und eindringlich“, dabei offenbare die Musik „dramatische, melancholische Schönheit“ in einer „allgegenwärtigen Dunkelheit“ und sei eines der besten Alben des Jahres. Für das italienische Webzine In Your Eyes besprach Stefano Cavanna das Album. Er stimmte in die lobenden Besprechungen ein und urteilte, dass es ein Zeugnis eines Musikers sei, der genau wisse, was er tut. Dabei verweigere Kryuchkov die Vorausschaubarkeit und einen empathischen Halt. Dennoch sei Dýrtangle ein sehr gezieltes und genaues Werk, das häufig „unkonventionell und manchmal von einer mystischen Aura verhüllt“ sei.